# (13002) Vickihorner
(13002) Vickihorner est un astéroïde de la ceinture principale découvert en 1982.

## Description
(13002) Vickihorner a été découvert le 30 janvier 1982 à l'observatoire Palomar, situé au nord de San Diego en Californie, par Schelte J. Bus.

### Caractéristiques orbitales
L'orbite de cet astéroïde est caractérisée par un demi-grand axe de 2,40 UA, un périhélie de 2,19 UA, une excentricité de 0,09 et une inclinaison de 5,02° par rapport à l'écliptique. Du fait de ces caractéristiques, à savoir un demi-grand axe compris entre 2 et 3,2 UA et un périhélie supérieur à 1,666 UA, il est classé, selon la JPL Small-Body Database, comme objet de la ceinture principale.

### Caractéristiques physiques
(13002) Vickihorner a une magnitude absolue (H) de 13,8 et un albédo estimé à 0,044.